# Angela Coughlan
Angela Coughlan (Canadá, 4 de octubre de 1952-14 de junio de 2009) fue una nadadora canadiense especializada en pruebas de estilo libre, donde consiguió ser medallista de bronce olímpica en 1968 en los 4 x 100 metros estilo libre.

## Carrera deportiva
En los Juegos Olímpicos de México 1968 ganó la medalla de bronce en los 4 x 100 metros estilo libre, con un tiempo de 4:07.2 segundos, tras Estados Unidos y Alemania (plata), siendo sus compañeras de equipo: Marilyn Corson, Elaine Tanner y Marion Lay.